# Caminayo
Caminayo es una villa española perteneciente al municipio de Valderrueda, en la provincia de León, comunidad autónoma de Castilla y León.
Situado sobre el arroyo de la Serna, afluente del arroyo del Valle y este a su vez del río Cea.
Los terrenos de Caminayo limitan con los de Besande al noreste, Peña Lampa (1805) y Velilla del Río Carrión al sureste, Morgovejo al suroeste, y Prioro al noroeste.

## Arquitectura

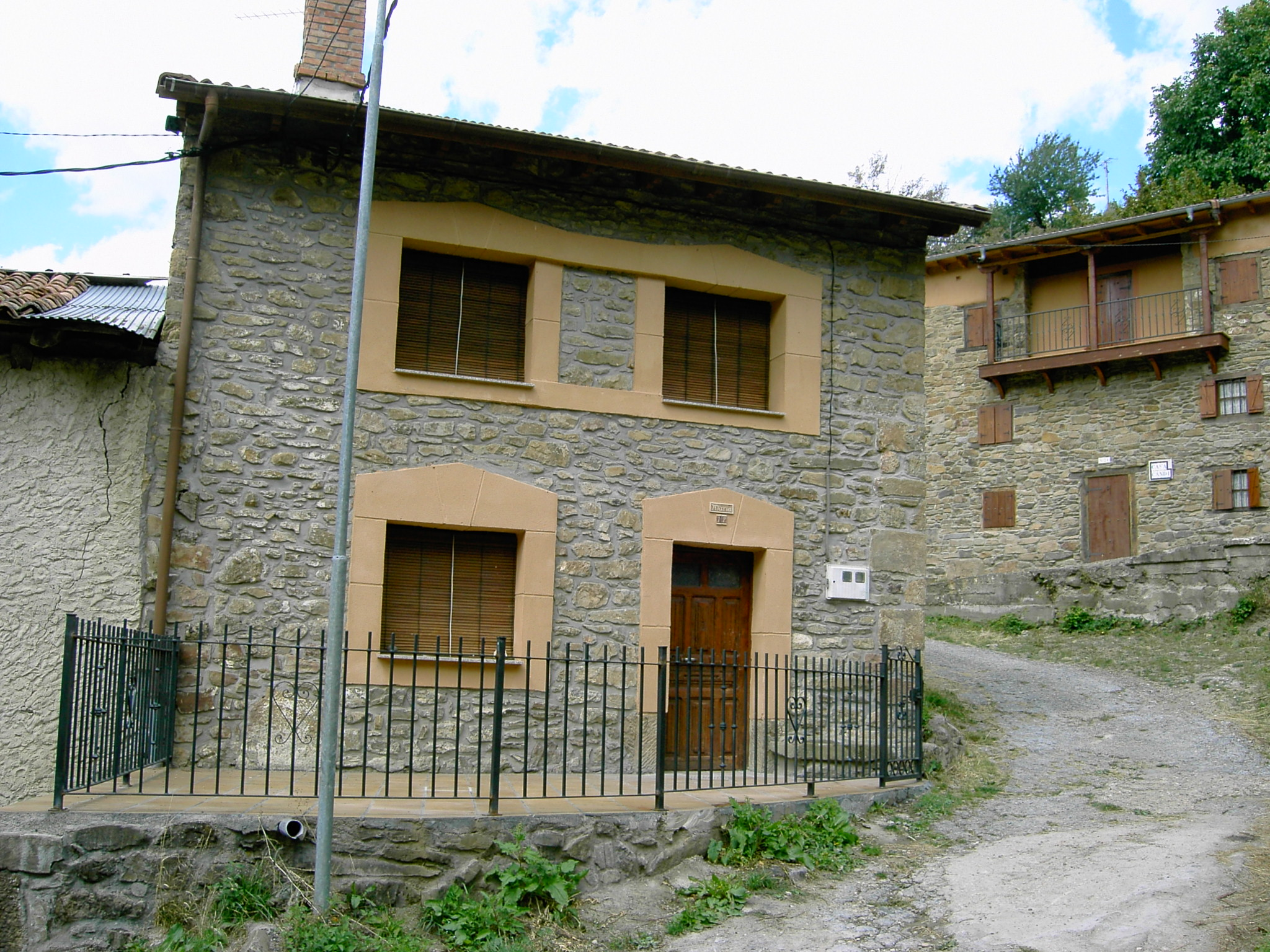
Casa de Caminayo

Tiene una pequeña iglesia de estilo popular del siglo XV, con atrio y espadaña.

## Minería
Pozos de carbón que sostenían económicamente a alguna familia.

## Caminayo en la literatura
En el libro "Hadas" de Jesús Callejo se cuenta:

.. en el puerto de Pandetrave, junto al arroyo Mostajal, dicen que verse no se ven pero se oye a las janas cantar con el acorde y acompañamiento de las aguas y del viento en el hayedo del otro lado del valle del Puerma. Por su parte, en Caminayo (aldea de seis vecinos y veintidós habitantes) existe una hermosa tradición sobre estos seres femeninos. Ya el nombre de Caminayo parece que tiene relación con las "Camenae" (las camenas) ninfas de las fuentes parecidas a las musas, que tenían su santuario cerca de la puerta Capena, en una de las siete colinas de Roma. Se asegura por los "bajinis" que hay una jana encantada en las cuevas de caliza de Caminayo que guarda celosamente un tesoro consistente en dos escudillas de oro, esperando a ser desencantada en alguna noche sanjuanera

## Historia
Así se describe a Caminayo en el tomo V del Diccionario geográfico-estadístico-histórico de España y sus posesiones de Ultramar, obra impulsada por Pascual Madoz a mediados del siglo XIX:

Localidad en la provincia y diócesis de León (12 leguas), partido judicial de Riaño (4 leguas), audiencia territorial y capitanía general de Valladolid (20 leguas), ayuntamiento de Mogrobejo (1 legua): situado en unos altos cerros, con libre ventilación; su clima es frío y nebuloso, y sus enfermedades más comunes pulmonías, catarros y reumas. Tiene 30 casas , iglesia parroquial (San Pedro) servida por un cura de ingreso y libre colación. Confina al norte con Prioro, al este con Velilla, al sur con Mogrobejo y al oeste con Las Muñecas. Comprende en feligresía el caserío de Mental, propio de los marqueses de Prado (3 leguas). El terreno es de mediana calidad, la mayor parte de monte cubierto de robles y otros arbustos, y le fertilizan en lo posible las aguas de un arroyo que muere en el río Cea junto a Mogrobejo. Los caminos locales, recibe correspondencia de Boñar. Produce centeno, trigo, lino y algunas legumbres. Cría ganado vacuno, lanar, cabrío, de cerda y caballar. Caza osos, rebecos, cabras montesas, corzos, liebres y perdices. Industria y comercio: fábrica de carbón,  de queso y manteca, 2 molinos harineros e hilazas de buena calidad que venden en los pueblos comarcanos, retornando granos, vino, aceite y otros artículos de consumo. Población 24 vecinos, 100 almas. Contribuye con el ayuntamiento.
Diccionario geográfico-estadístico-histórico de España y sus posesiones de Ultramar

## Galería fotográfica

### Panorámicas del campo

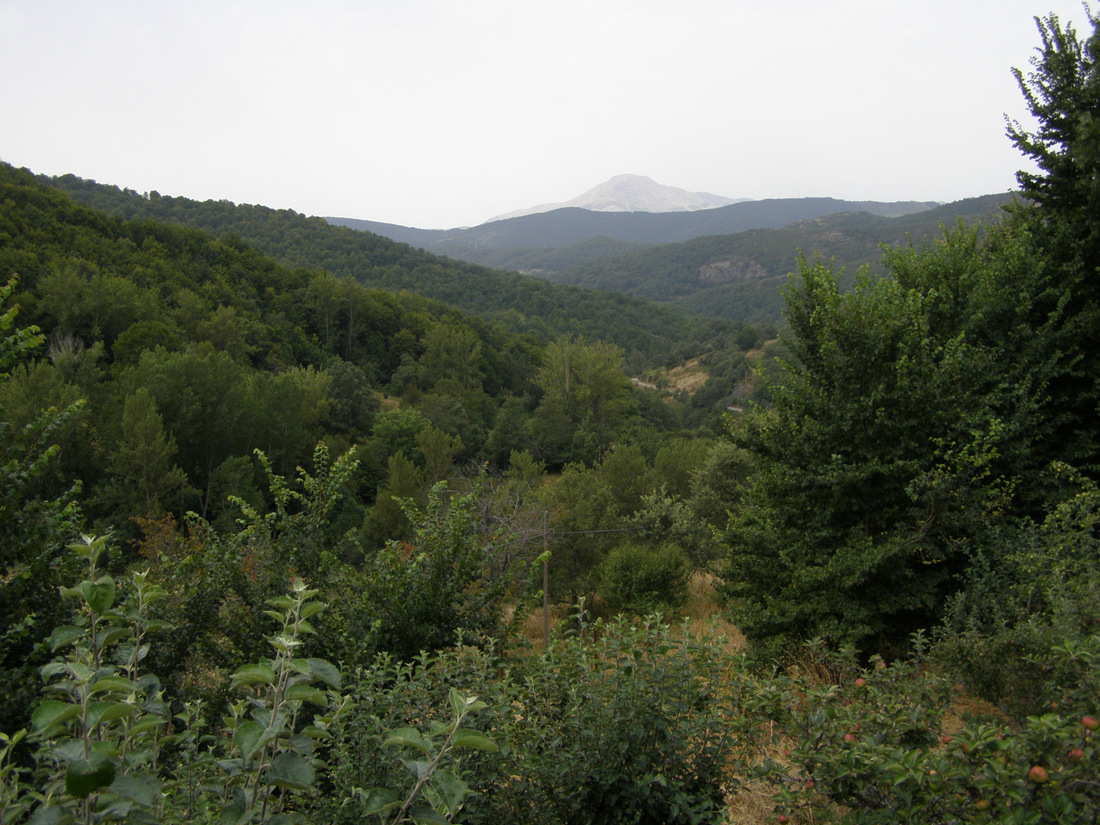
Caminayo. Panorámica del campo.
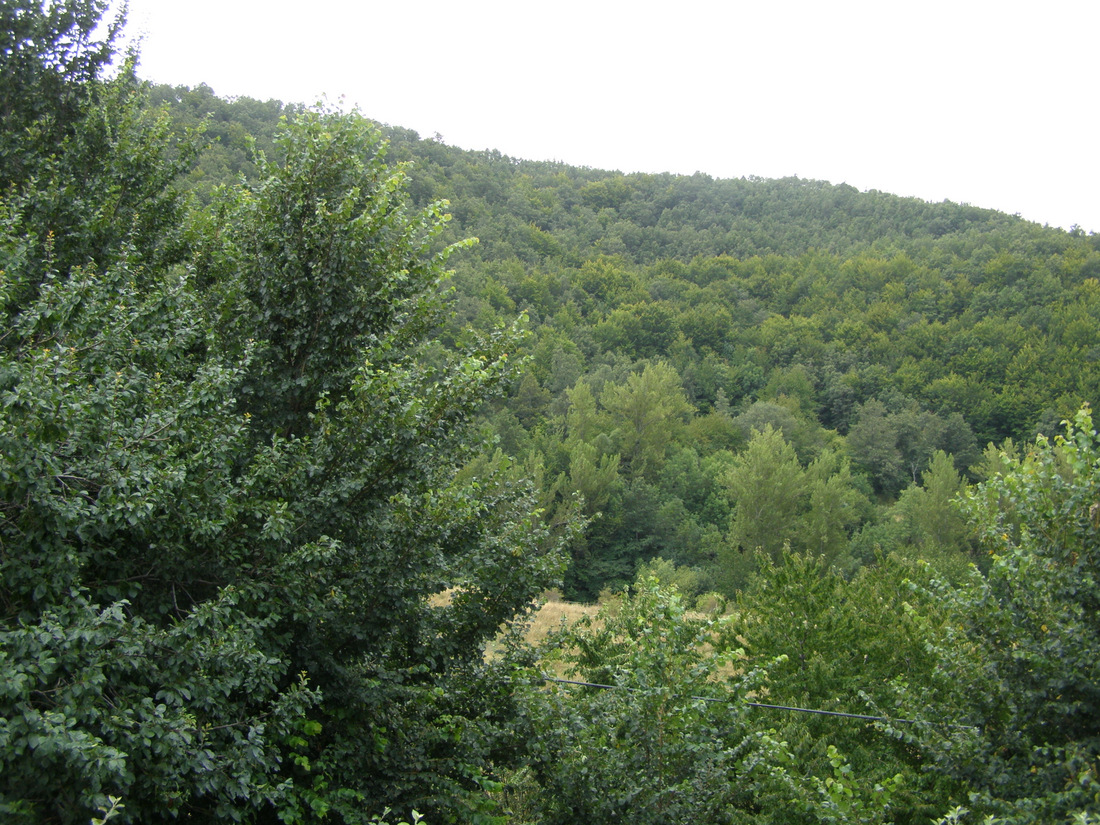
Caminayo. Panorámica del campo.
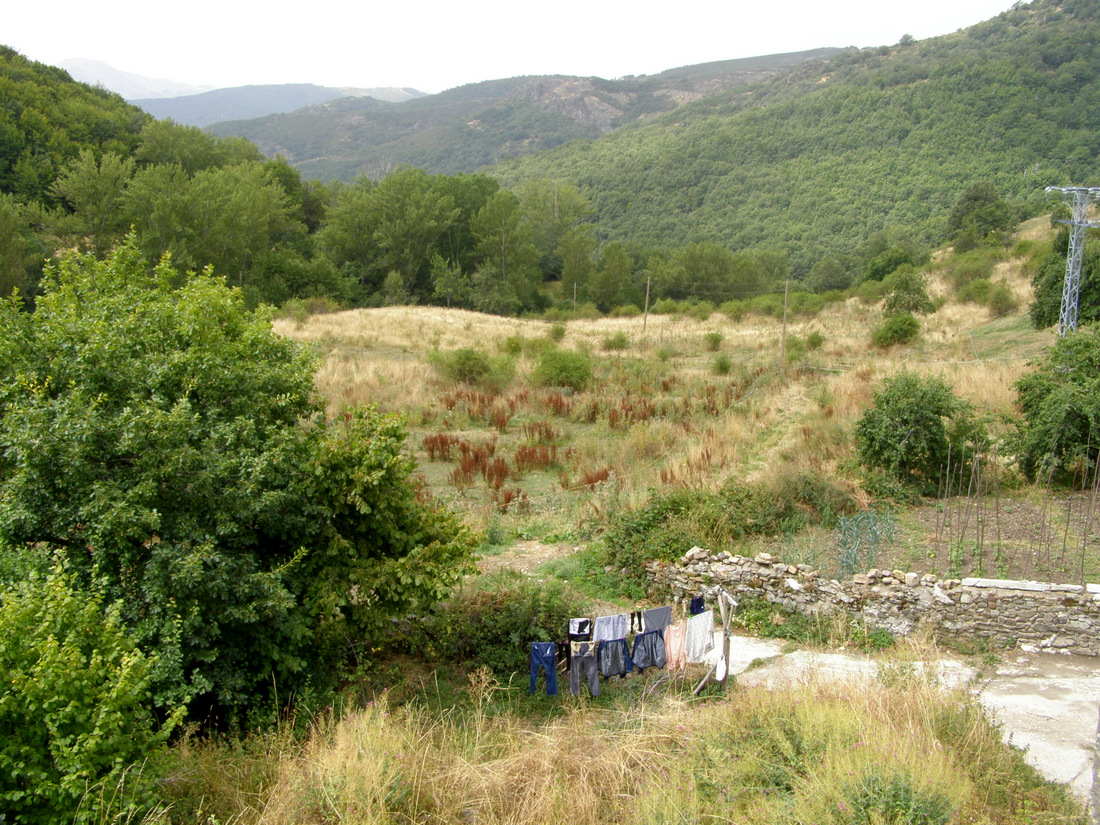
Caminayo. Panorámica del campo.
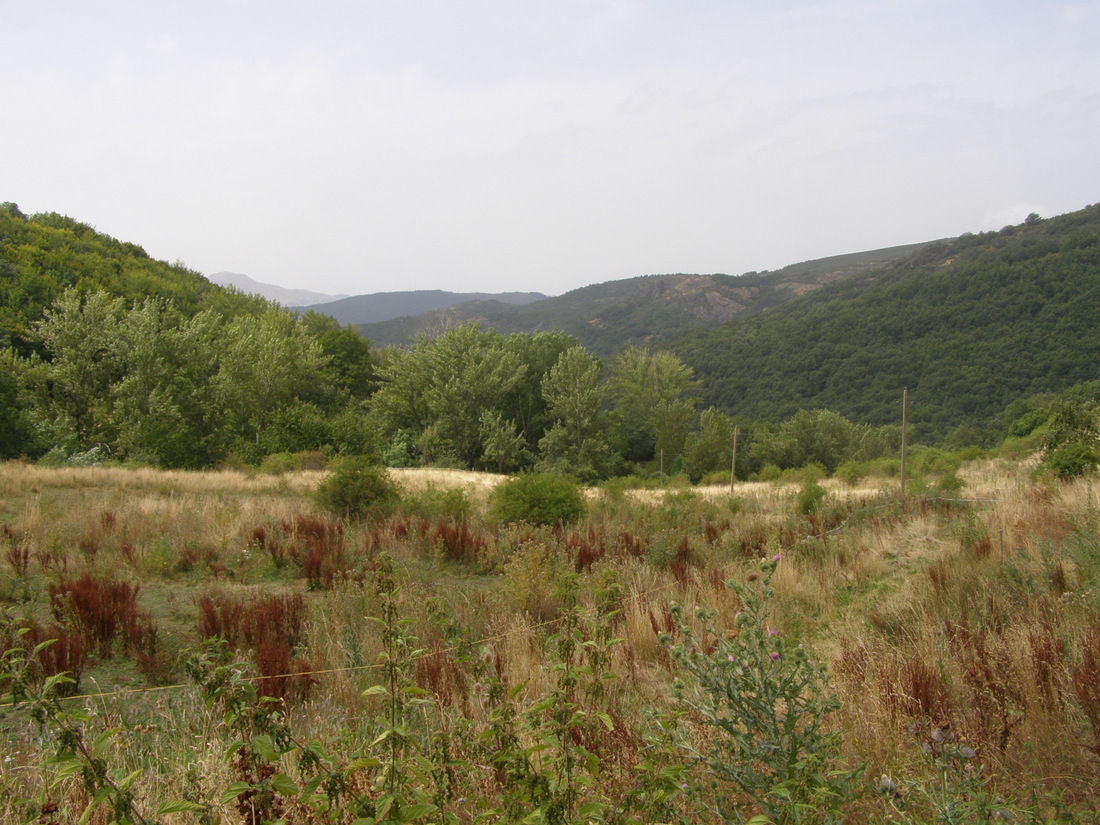
Caminayo. Panorámica del campo.

### Casco urbano

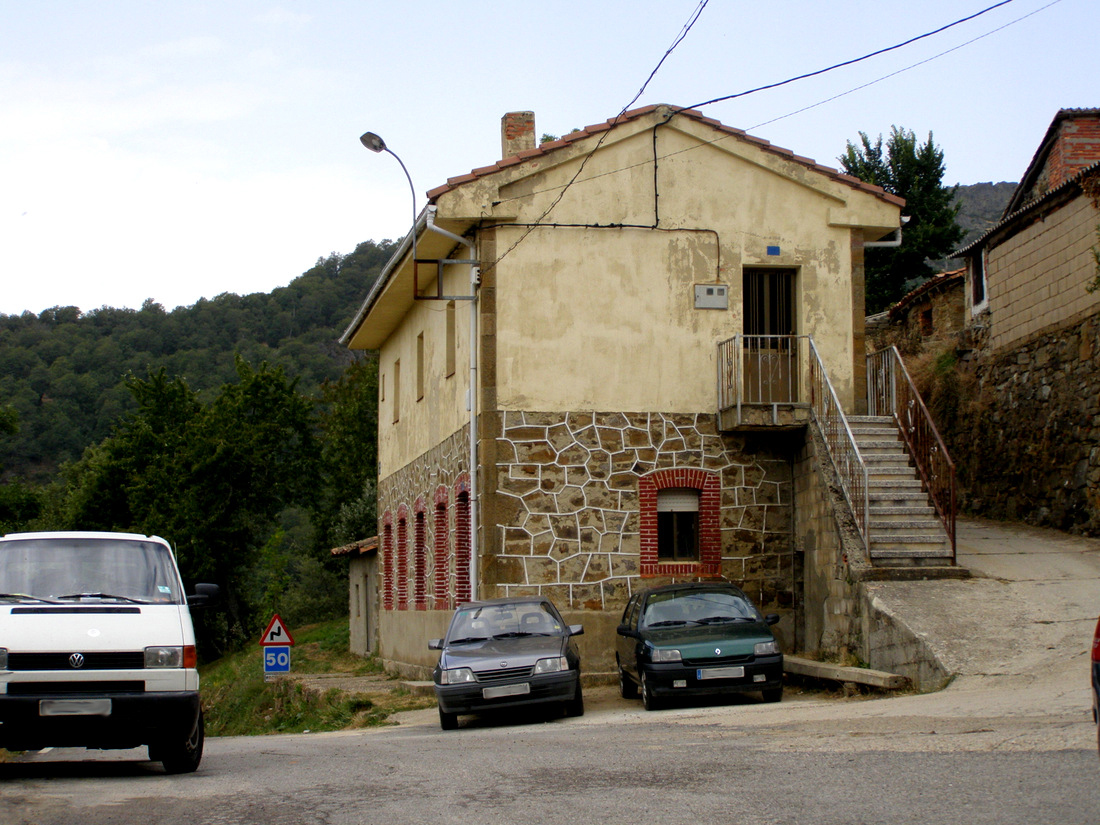
Antiguas escuelas de Caminayo.
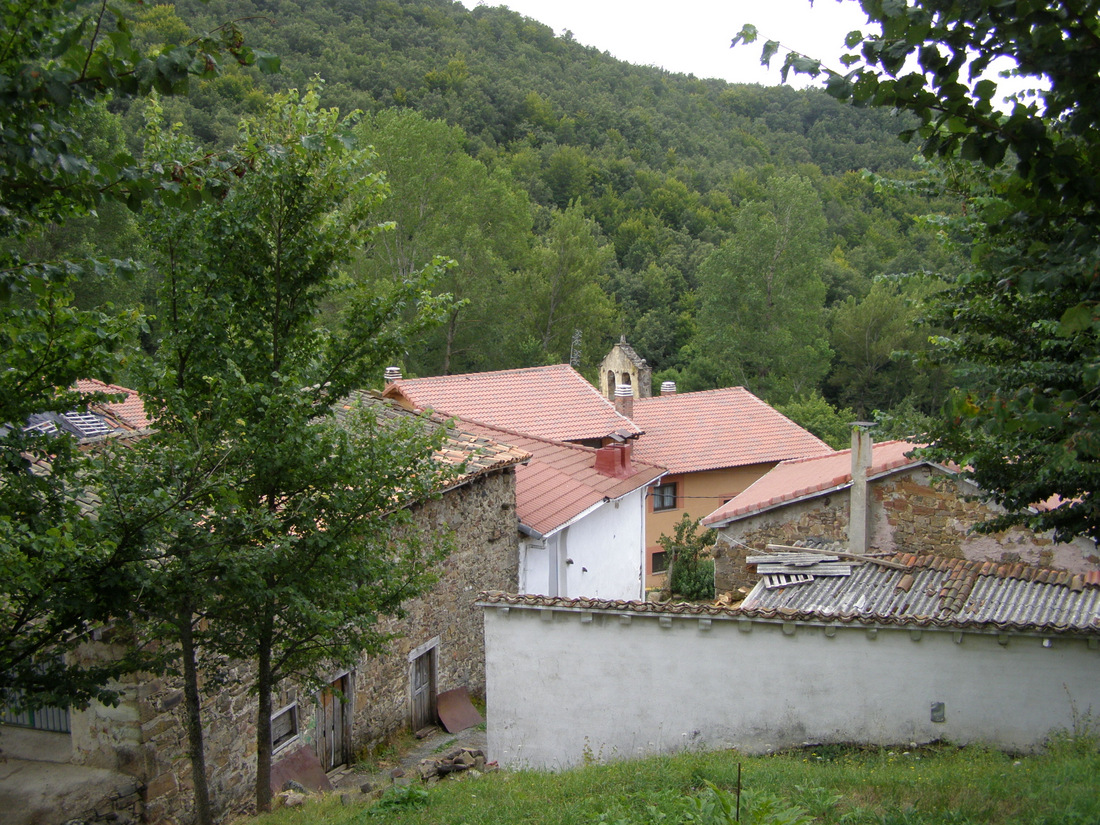
Casco urbano.
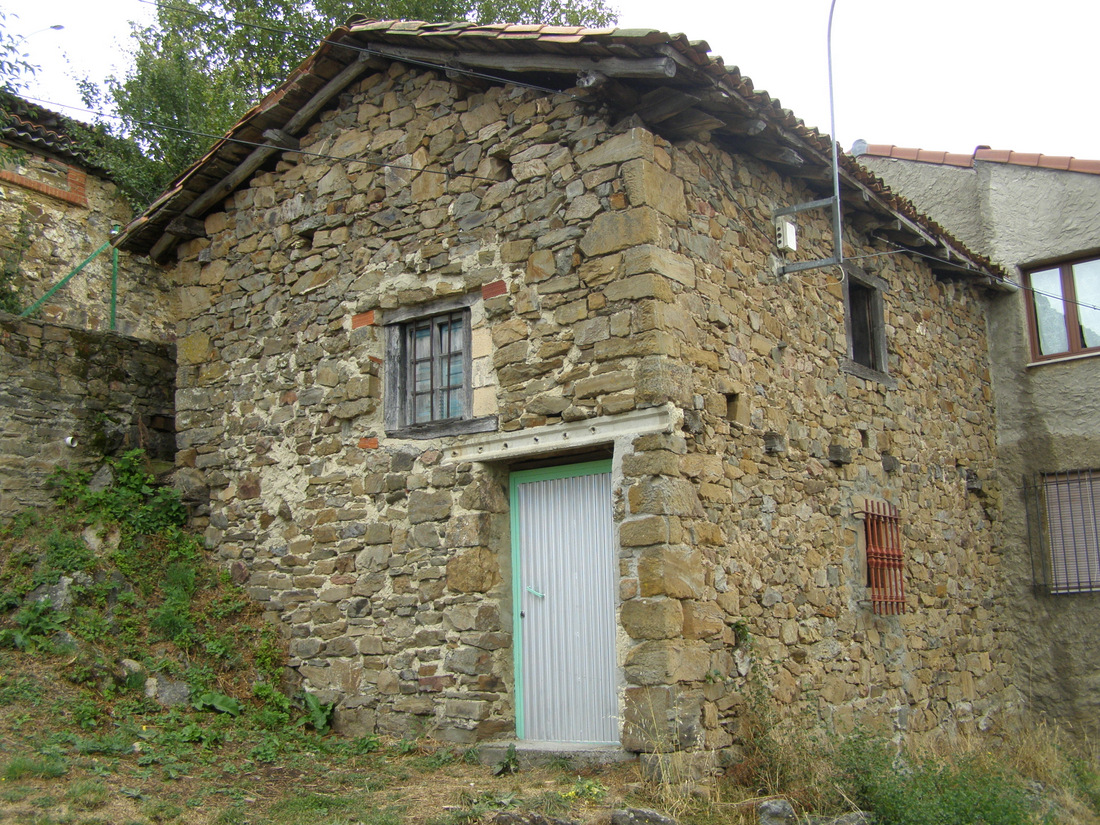
Casco urbano.
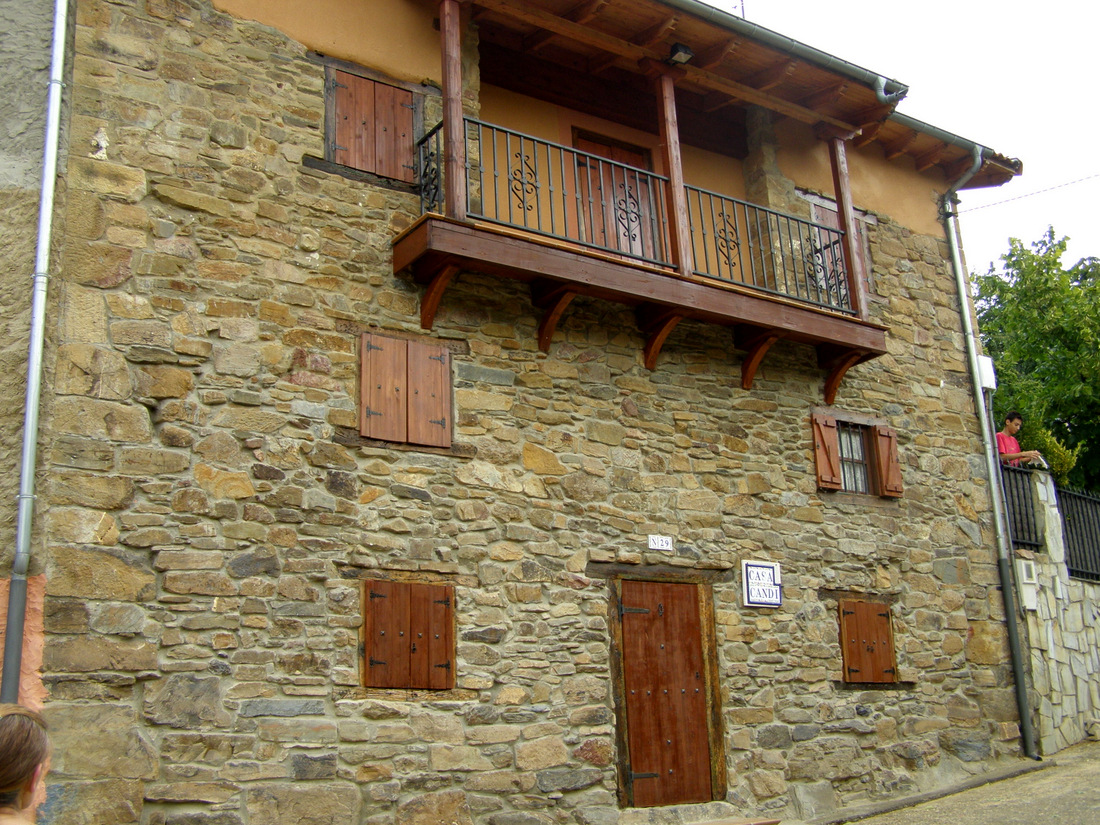
Casco urbano.
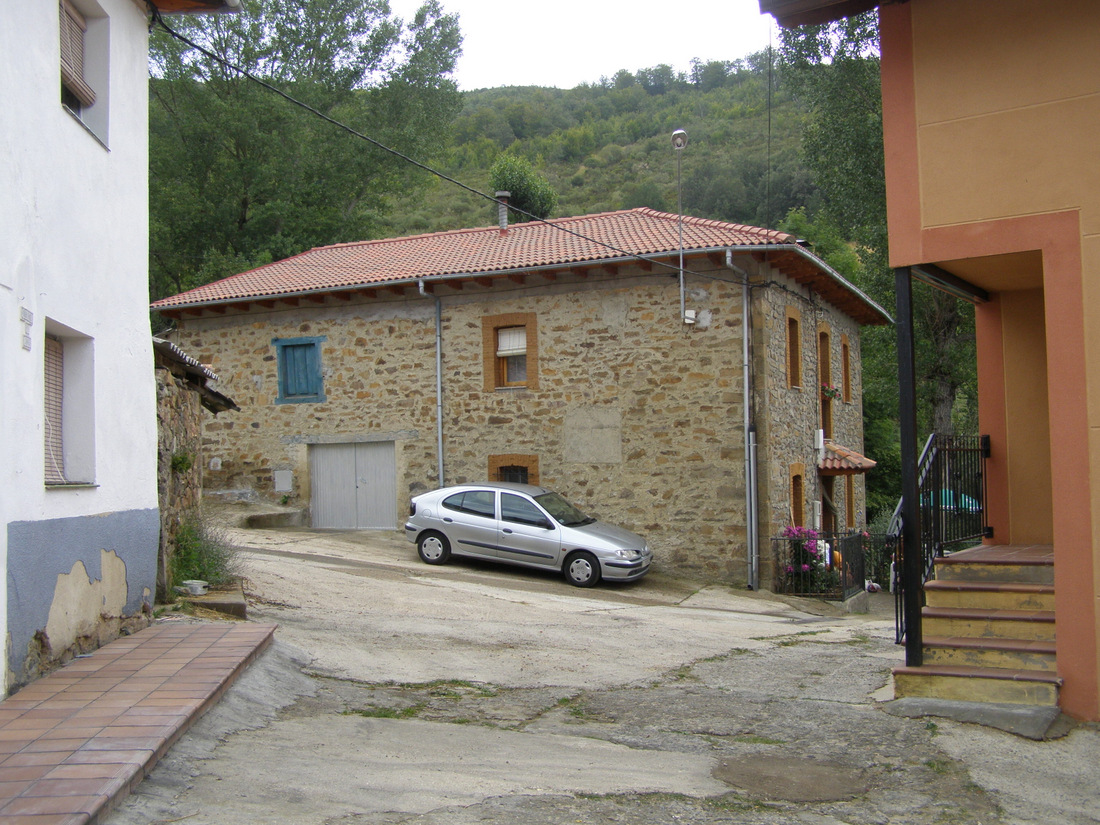
Casco urbano.
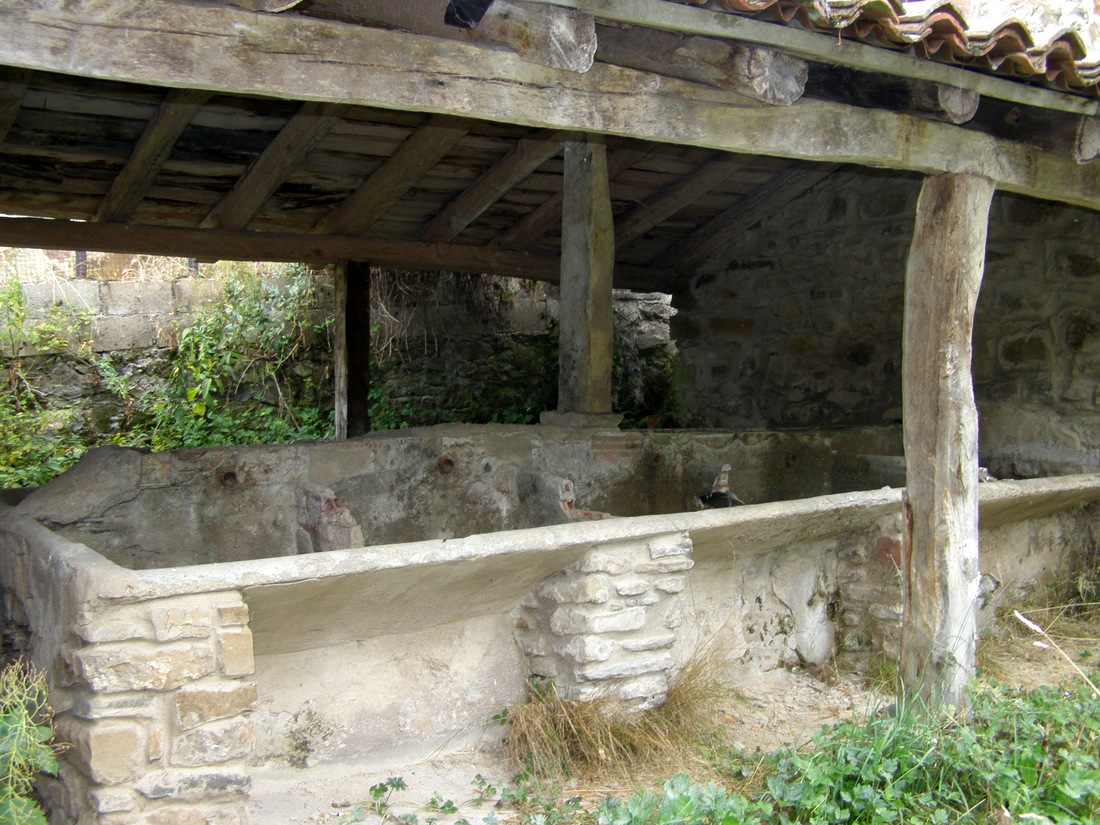
Lavadero.
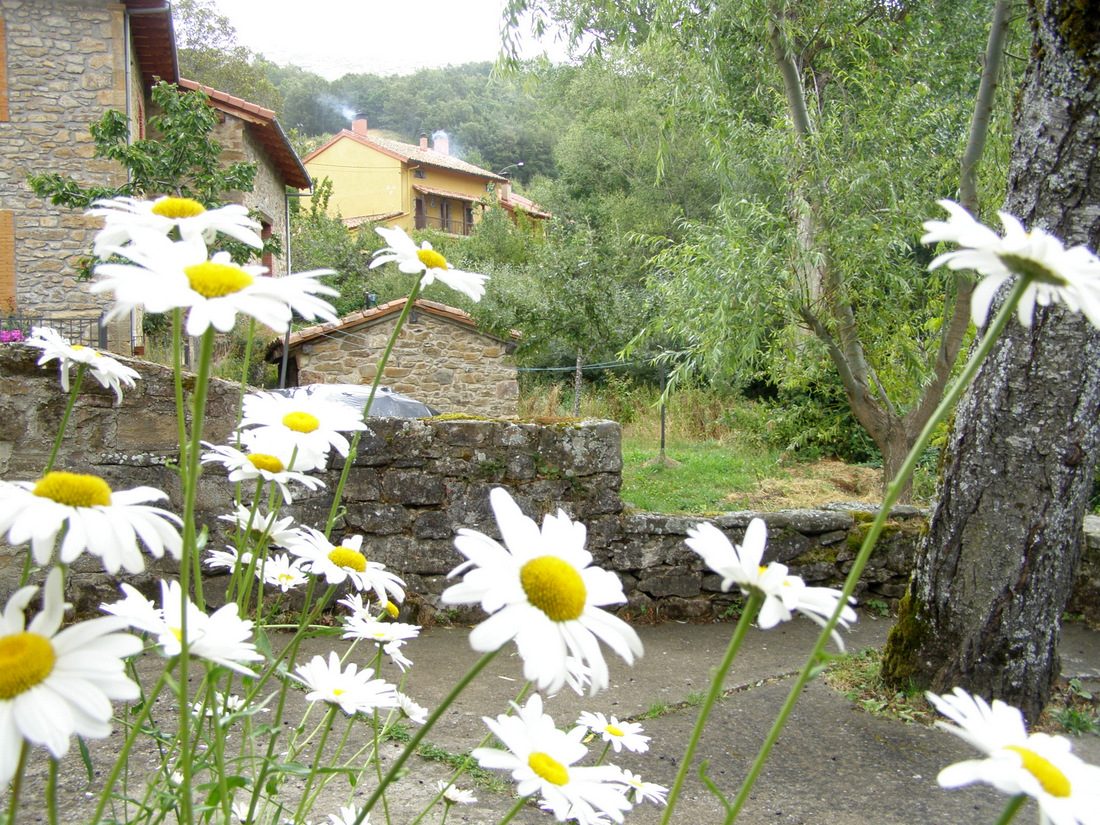
Casco urbano.
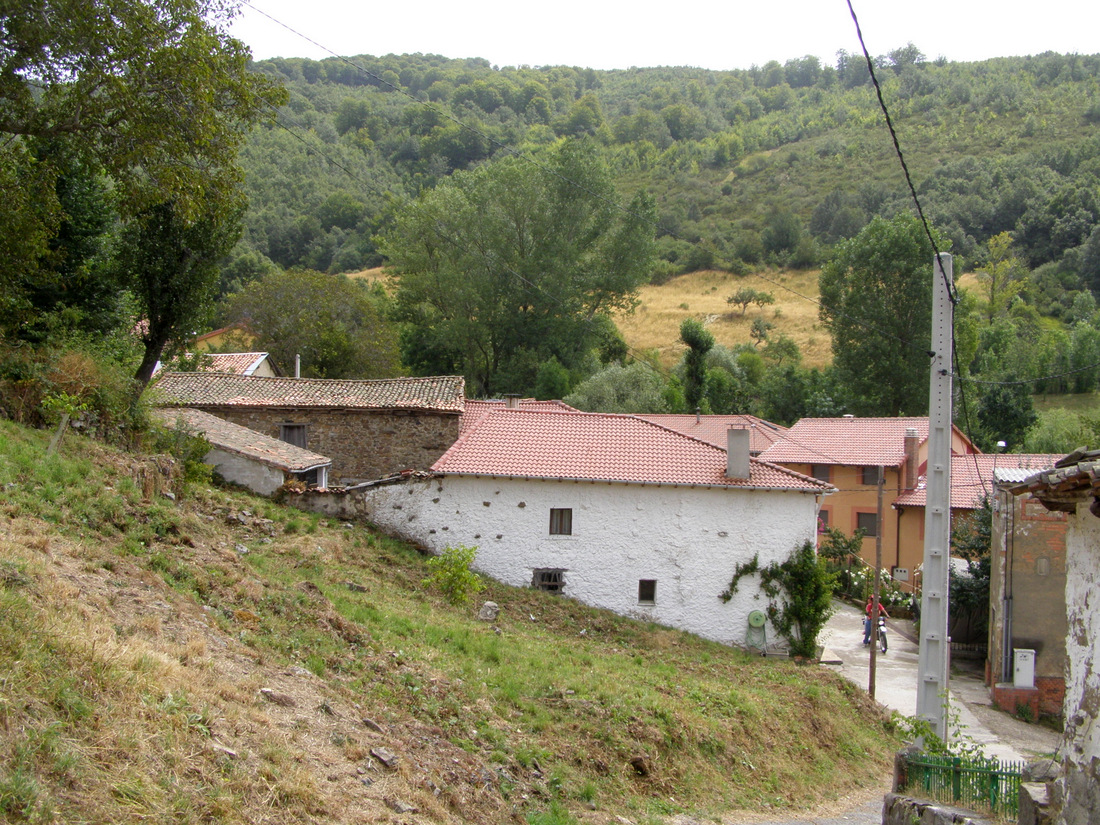
Casco urbano.
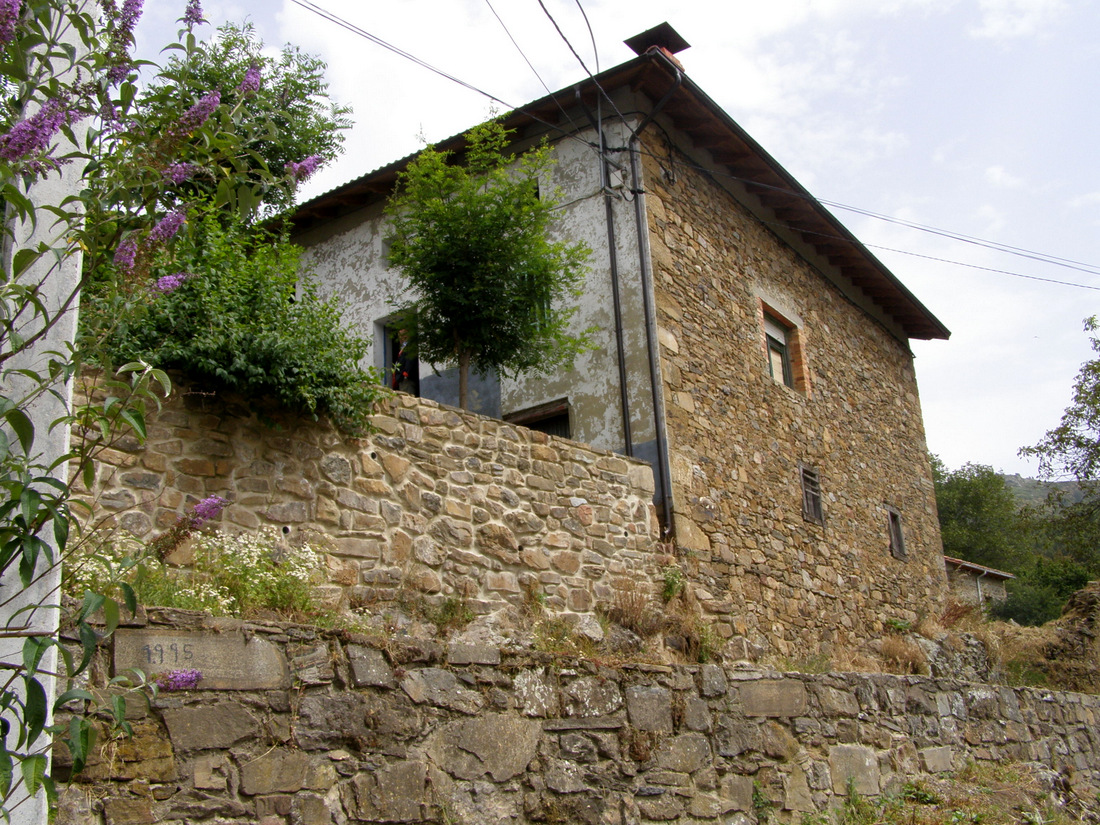
Casco urbano.
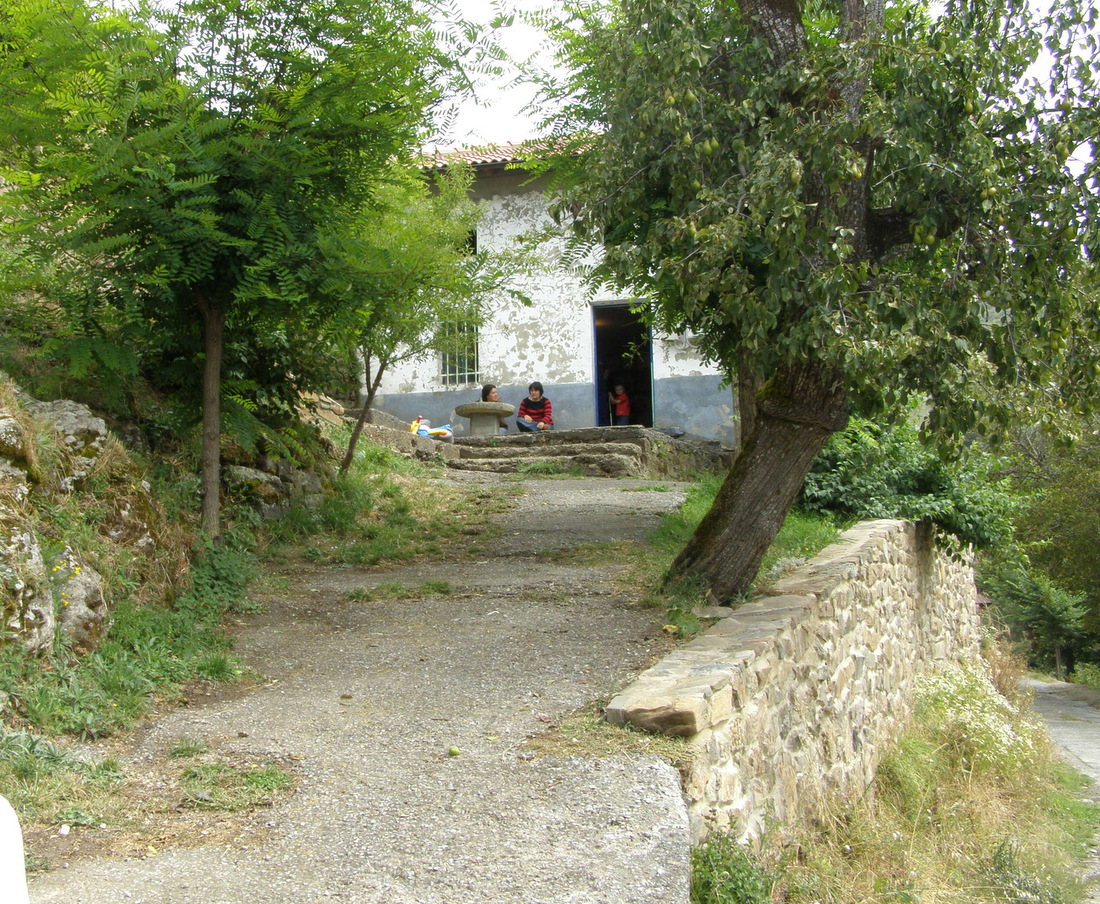
Casco urbano.
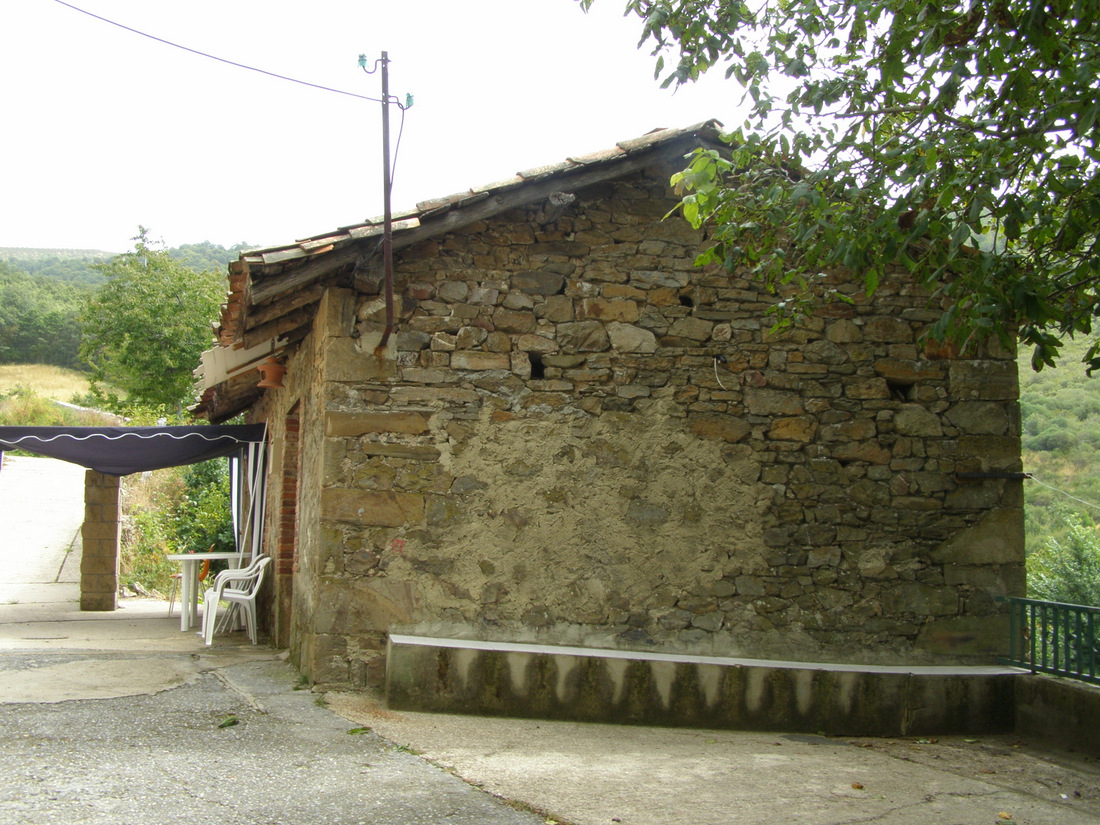
Casco urbano.
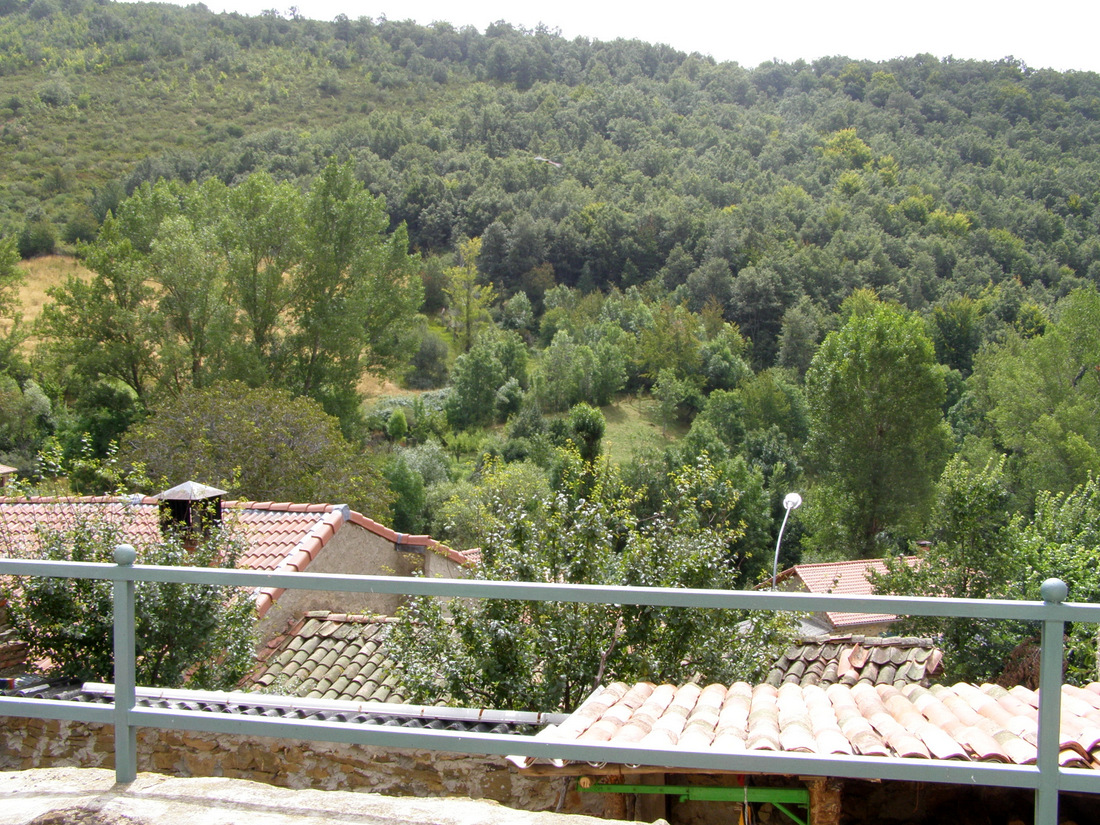
Casco urbano.
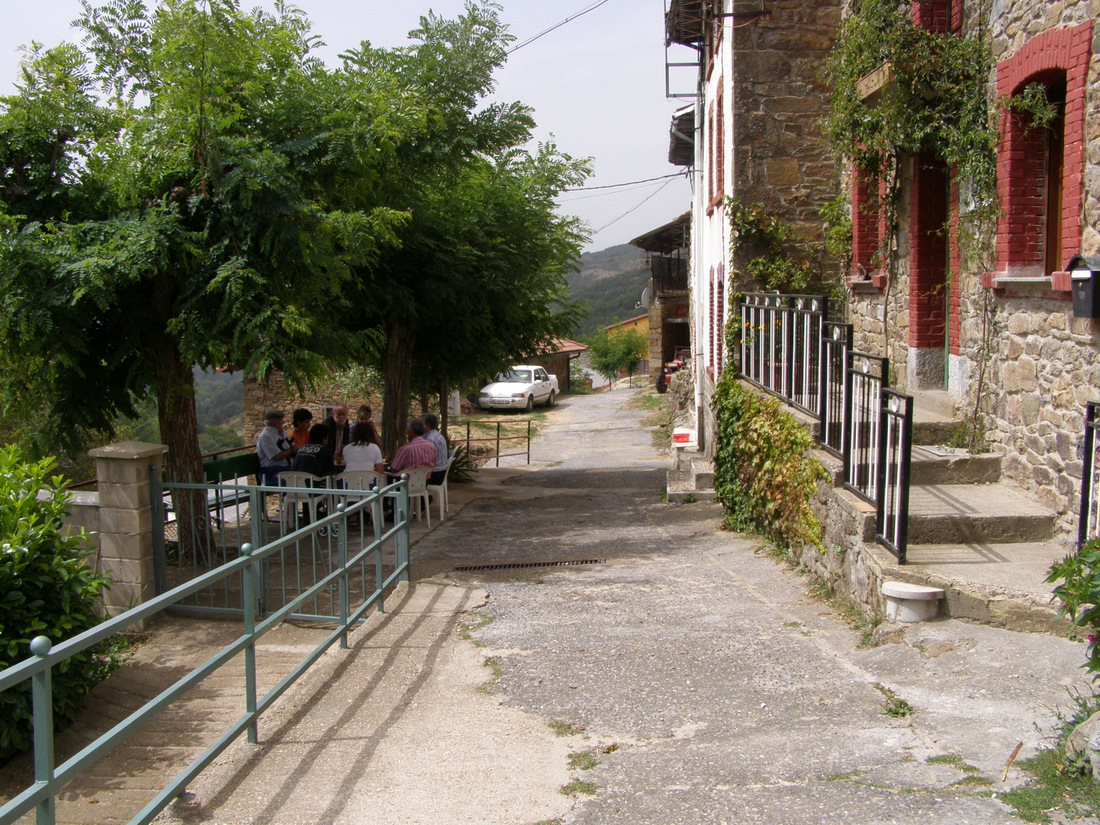
Casco urbano.

### Iglesia de San Pedro

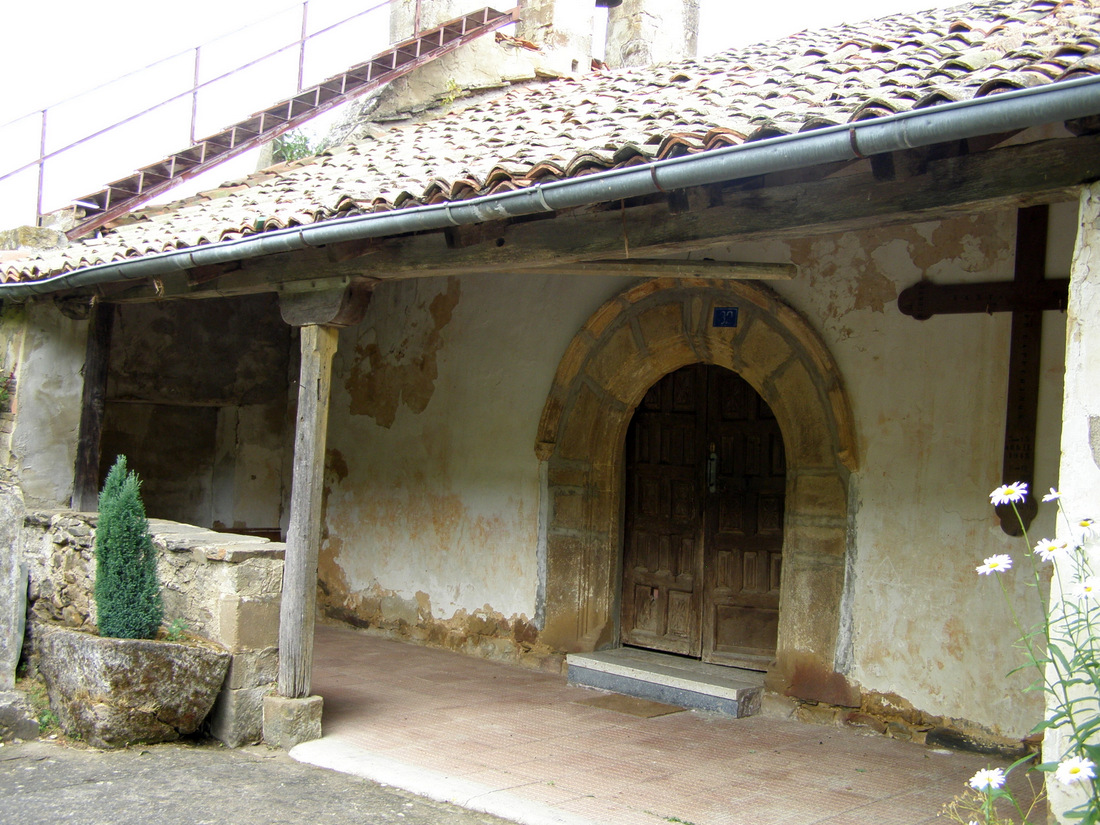
Atrio.
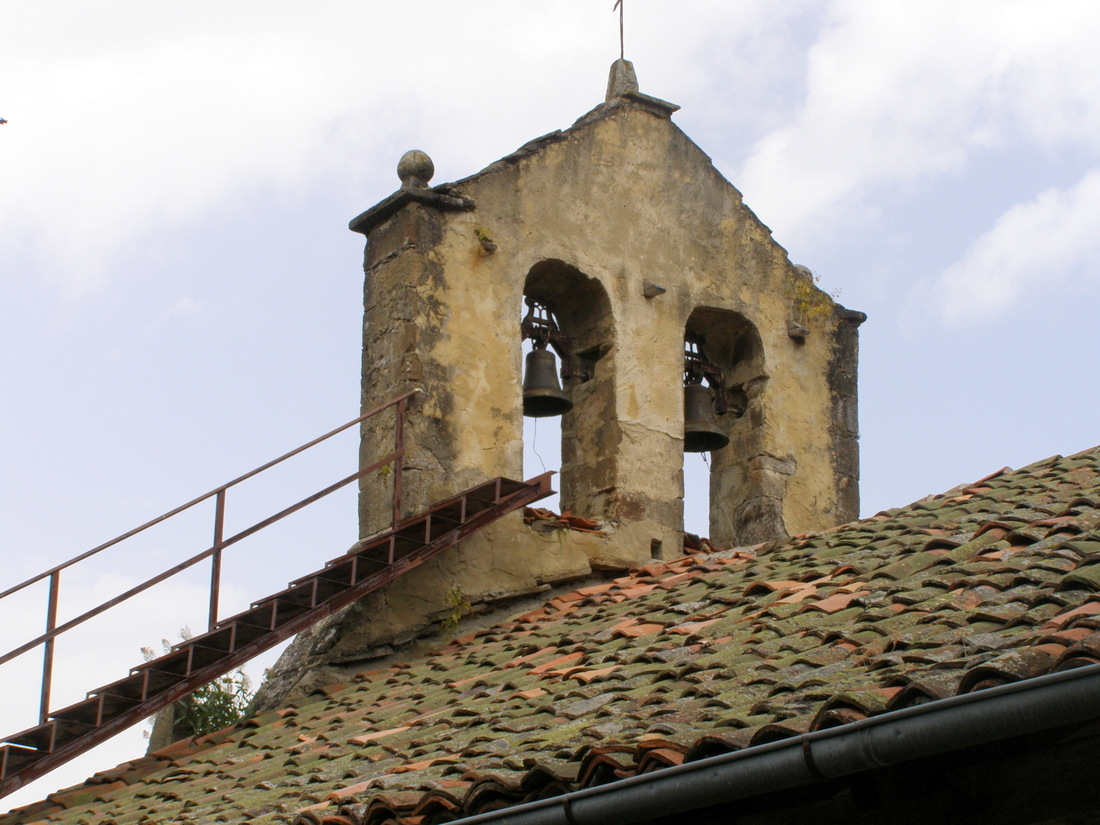
Espadaña.
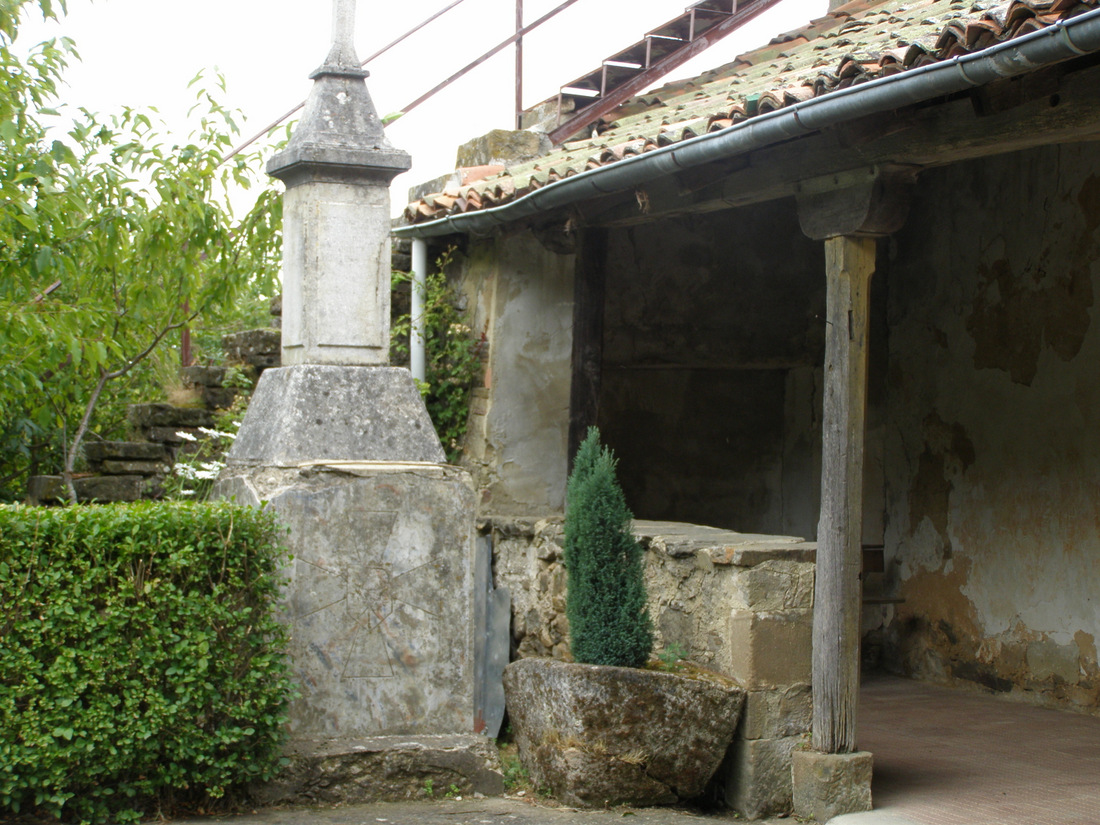
Atrio y monumento.
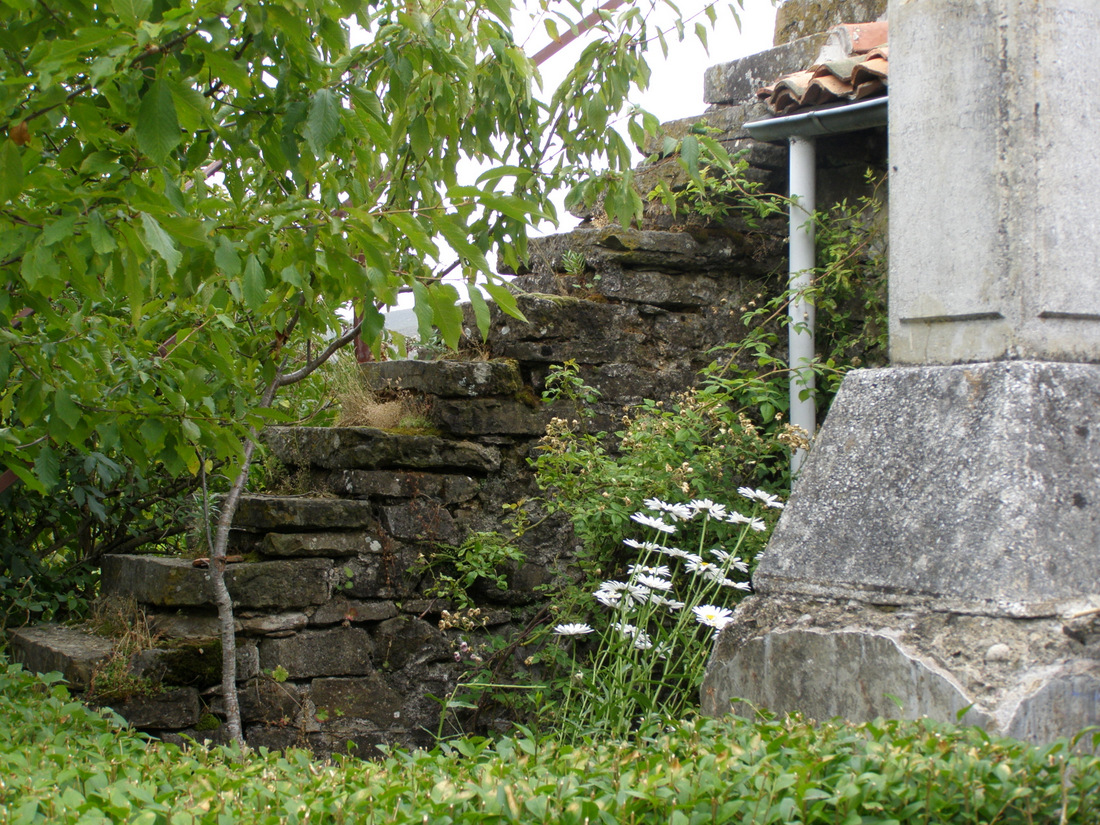
Subida a la espadaña.
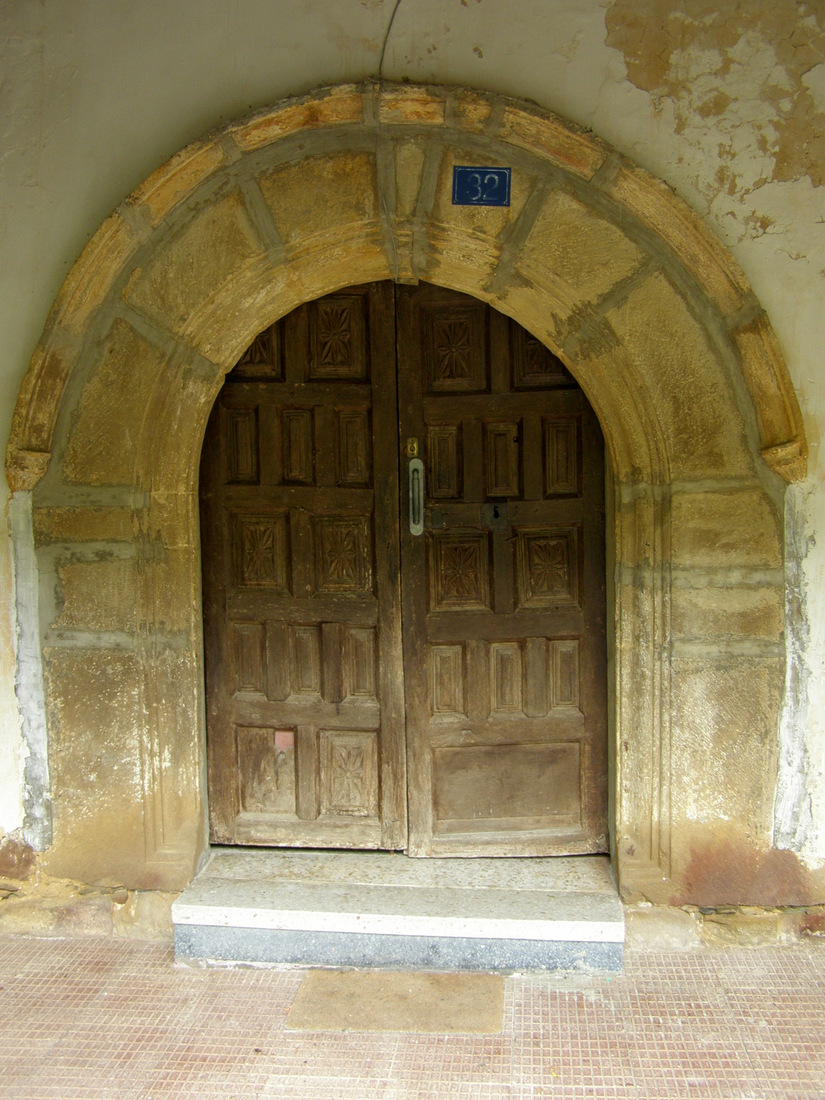
Portada de la iglesia.
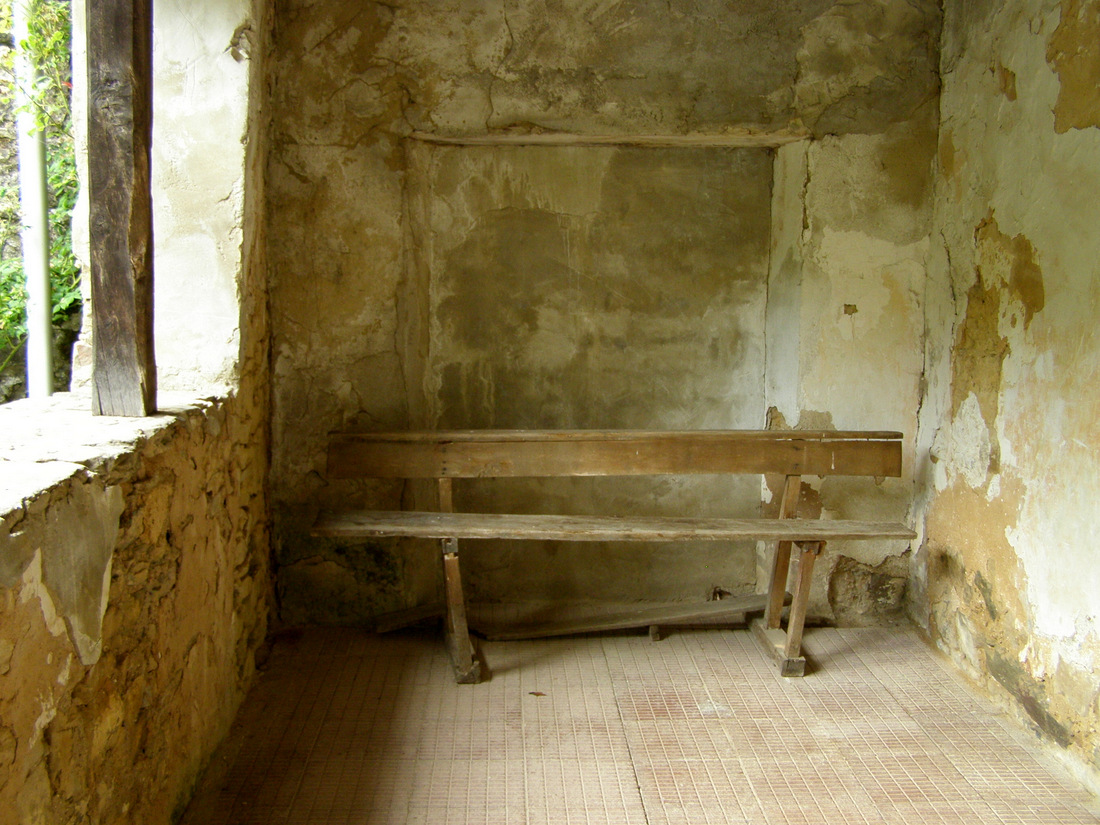
Atrio.
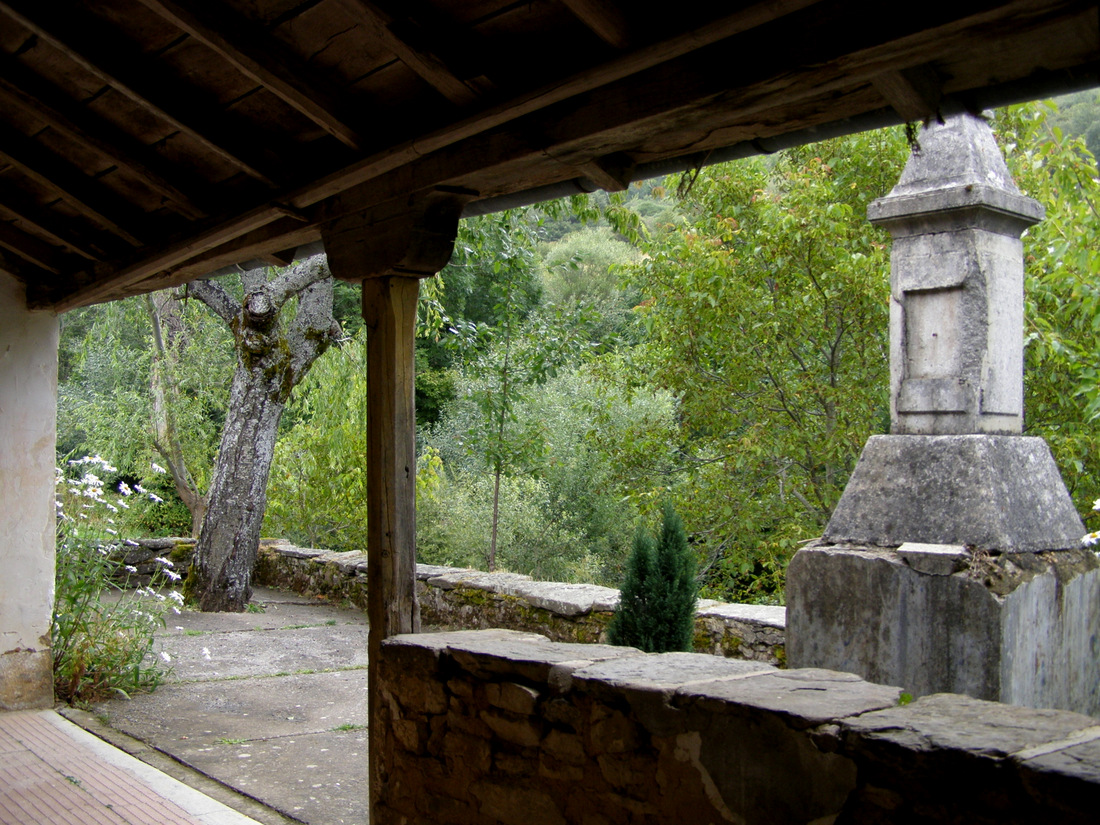
Atrio y monumento.
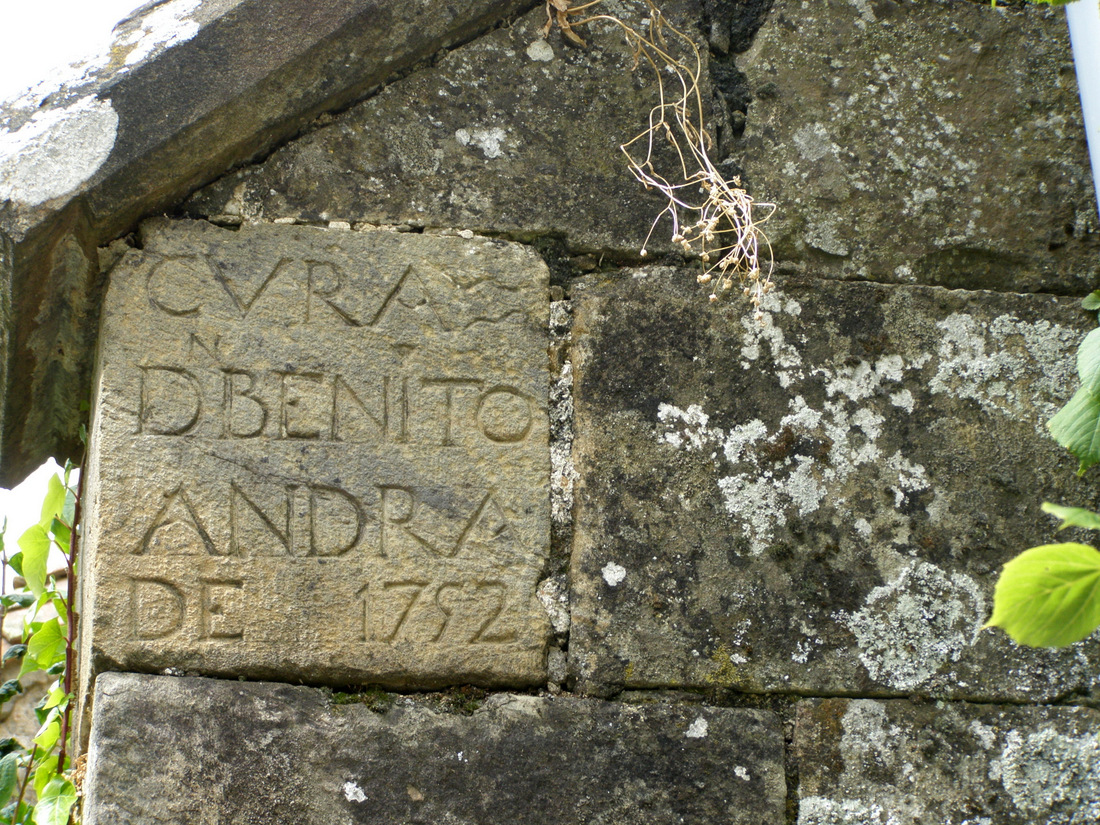
Piedra labrada de la pared de la iglesia.
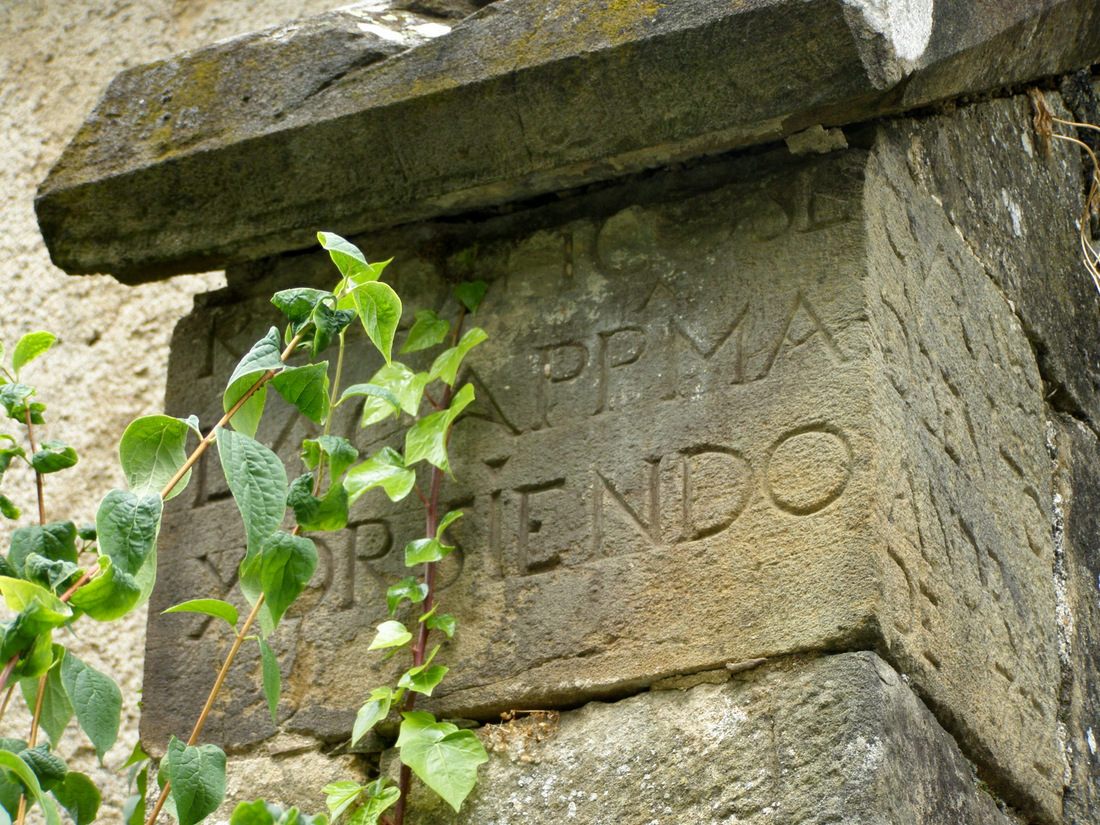
Piedra labrada de la pared de la iglesia.
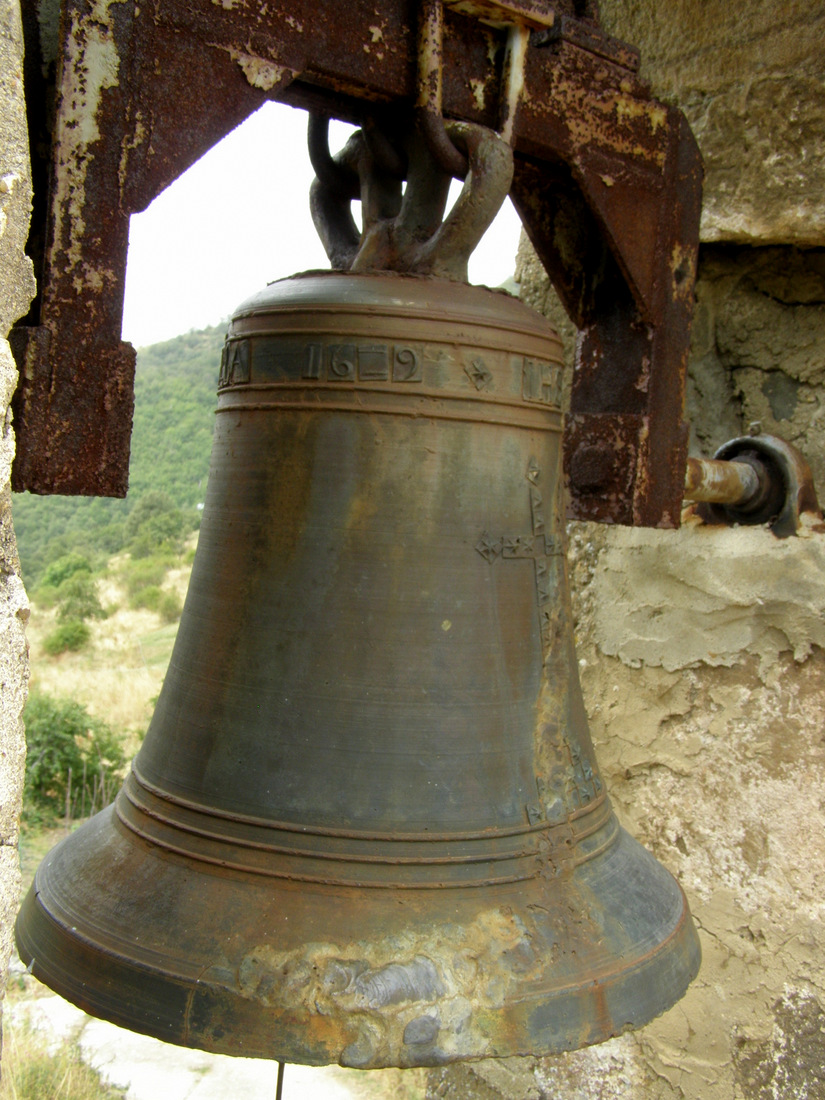
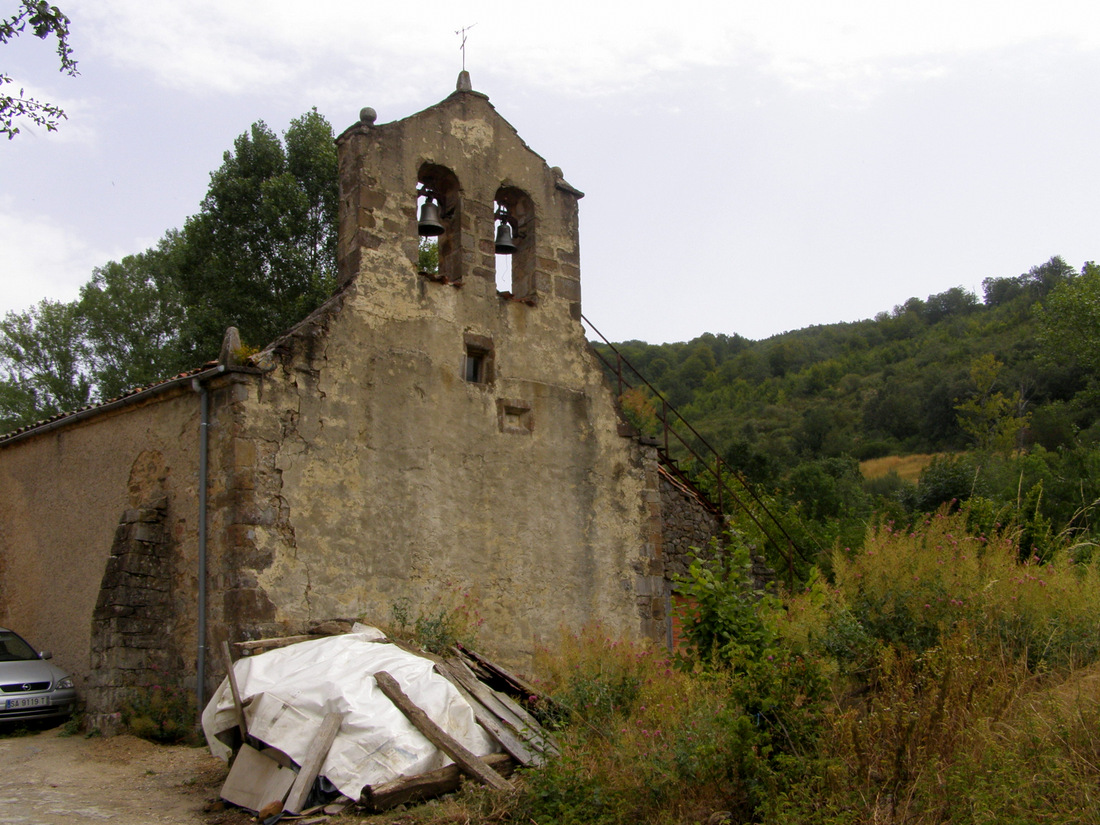